# Lohbach (Schwarzach)
Der Lohbach ist ein ganzjähriges Fließgewässer 3. Ordnung am Rande des Gemeindegebiets von Schwanstetten und auf der von Markt Wendelstein im mittelfränkischen Landkreis Roth in Bayern. Der Bach mündet an der Erichmühle bei Großschwarzenlohe von links und im Westen in die unterste Schwarzach.

## Name
Der Name, der wie der des namenstiftenden Ortes Großschwarzenlohe im Grundwort den Ausdruck Lohe für „Glut, Flamme, Lichtung“ im Bestimmungswort enthält, leitet sich von der dort früher umfangreich betriebenen Köhlerei ab.

## Geographie
Der Lohbach fließt ungefähr von Ost nach West und sammelt über eine Gesamtstrecke von 4 bis 5 Kilometern alle Waldgräben zwischen den Gehölzen Eichenbühl und Ratzenwinkel des Forstes Kessel, beide zu Leerstetten, und die zahlreichen Wiesengräben südöstlich und südlich von Großschwarzenlohe.

### Quelläste
Der Lohbach hat drei größere Quelläste. Der längste entspringt auf etwa 353 m ü. NN 1,5 km südlich von Raubersried in einem größeren Waldgebiet zwischen den Gewannen Wasserfurche diesseits und Herres jenseits der Gemeindegrenze zu Schwanstetten, die im Forst Kessel liegen. Der hier entstehende Bach läuft nach Westen, verlässt bald den Wald und nimmt dann in der Wiesenflur auf etwa 342 m ü. NN den ersten der beiden anderen Äste von rechts auf, der auf etwa 350 m ü. NN 800 Meter südlich von Raubersried schon in der offenen Flur einem Kleinteich beim Umspannwerk entfließt und sich in rechtwinkligem, etwa 1,0 km langem Grabenlauf dem hier schon etwa 1,2 km langem Hauptlauf naht.
Nach etwa weiteren 0,8 km Westlaufs mündet dann von rechts aus einer Flurlücke zwischen dem Forst Kessel und der westlich davor liegendem Waldinsel Ratzenwinkel auf etwa 337 m ü. NN der dritte Oberlauf. Er entspringt im sumpfigen Mischgehölz Eichenbühl des Forstes Kessel einer 1934 zum ersten Mal gefassten Quelle und durchfließt dann den etwa 0,2 ha großen Siedelweiher an der Grenze zur Flur, den die Feuerwehr Leerstetten im 18. Jahrhundert als Löschwasserreservoir nutzte. Ab diesem Weiher gemessen, hat dieser Zweig einen Lauf von etwa 0,8 km Länge, auf dem er zunächst den etwa 0,3 ha großen Winkelweiher speist, der zur Fischzucht und Naherholung genutzt wird und am Westufer stark verschilft ist. Der weitere Lauf recht genau nach Norden ist heutzutage begradigt und wird, wie auch die von Osten her zufließenden Äste und Wiesengräben, von den Landwirten der anliegenden Grundstücke regelmäßig im Spätwinter vegetationsfrei gehalten.

### Weiterer Verlauf

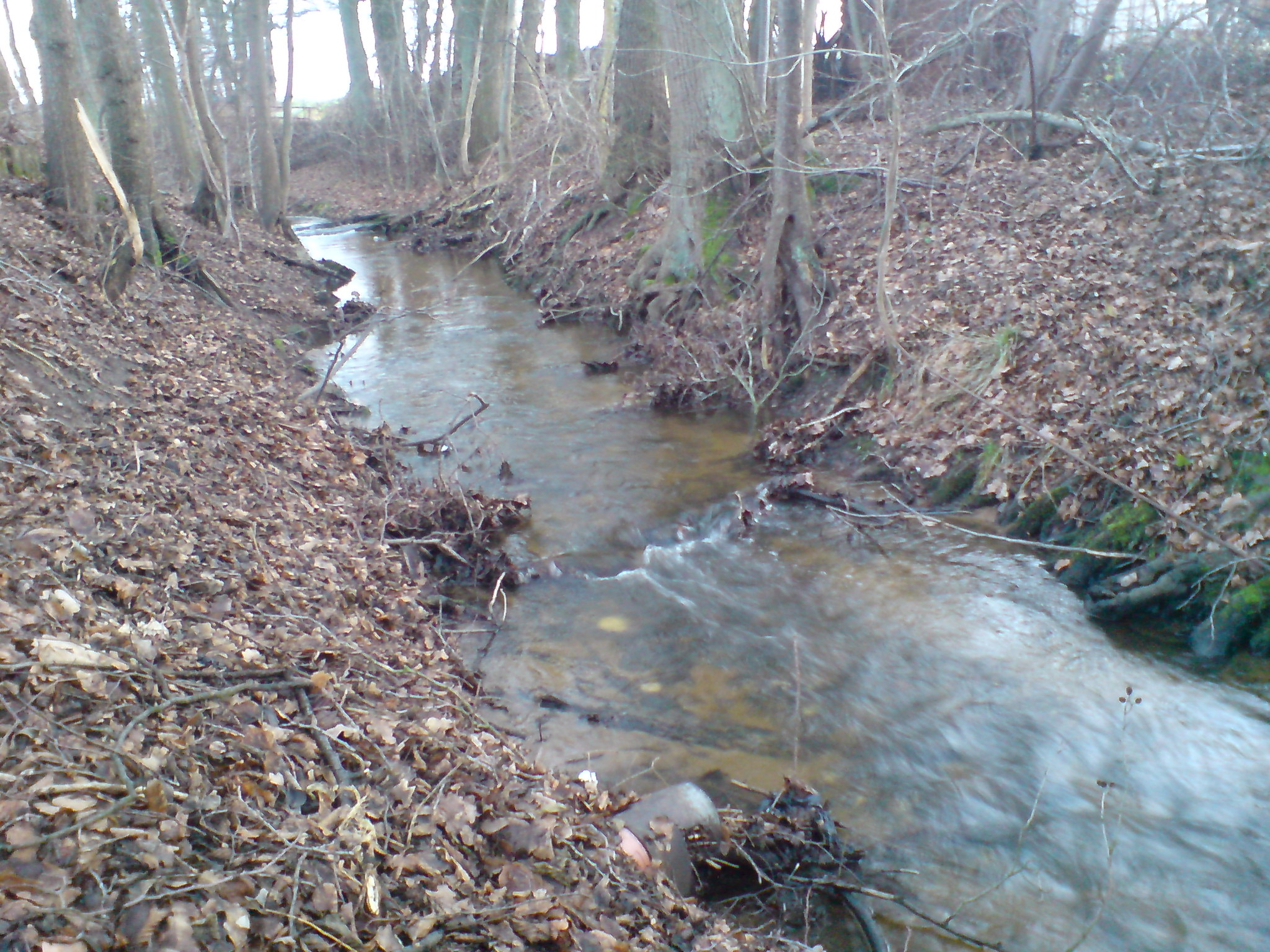
Lohbach im Winter

Im erwähnten Gehölz Ratzenwinkel tritt in einem sumpfigen Gebiet weiteres Grund- und Oberflächenwasser aus, das in kurzem Lauf von Süden her dem Lohbach zufließt. Wo der Bach weiter abwärts den Südrand des Siedlungsgebietes von Großschwarzenlohe erreicht, läuft von rechts ein weiterer, unbeständiger Zufluss ein, der in einem Zweig am Birkenweg am Dorfrand entspringt und der Siedlungsgrenze entlang oder etwas davor verläuft. Ab hier findet keine Vegetationsregulierung mehr statt. Der nun dem Siedlungsrand folgende Bach ist dort stark verbuscht und gesäumt von altem Baumbestand: Linden, Erlen, Buchen und Eichen wechseln sich ab bis zum Gelände der Brennerei. Bis hierhin ist er nur sehr wenig in das Gelände eingekerbt und gilt als mäßig belastet, mit mäßiger Verunreinigung, guter Sauerstoffversorgung, sehr großer Artenvielfalt und Individuendichte von Algen, Schnecken, Kleinkrebsen, Insektenlarven und Fischen; Wasserpflanzenbestände bedecken größere Flächen.
Der Bach nimmt dann die geklärten Abwässer der Brennerei auf und umfließt sogleich den Großschwarzenloher Dorfweiher, den er im regelbaren Nebenschluß auch speist. Dieser diente früher der Feuerwehr Großschwarzenlohe als Löschwasserspeicher wird und heutzutage zu Fischzucht und Naherholung genutzt. Ab hier verläuft der Lohbach, tief eingekerbt zwischen altem Baumbestand, parallel zum Goldweg.
Der Bach ist ab hier nun kritisch belastet, insbesondere durch Fäkalien, da am Goldweg und am Zeisigweg Hunde zum Koten ausgeführt werden, was organische, sauerstoffzehrende Stoffe einträgt; Fischsterben durch daraus folgenden Sauerstoffmangels ist möglich, zu beobachten ist ein Rückgang der Artenzahl bei Makrophyten und eine Neigung zur Massenentwicklung von einzelnen Pflanzen- und Tierarten.

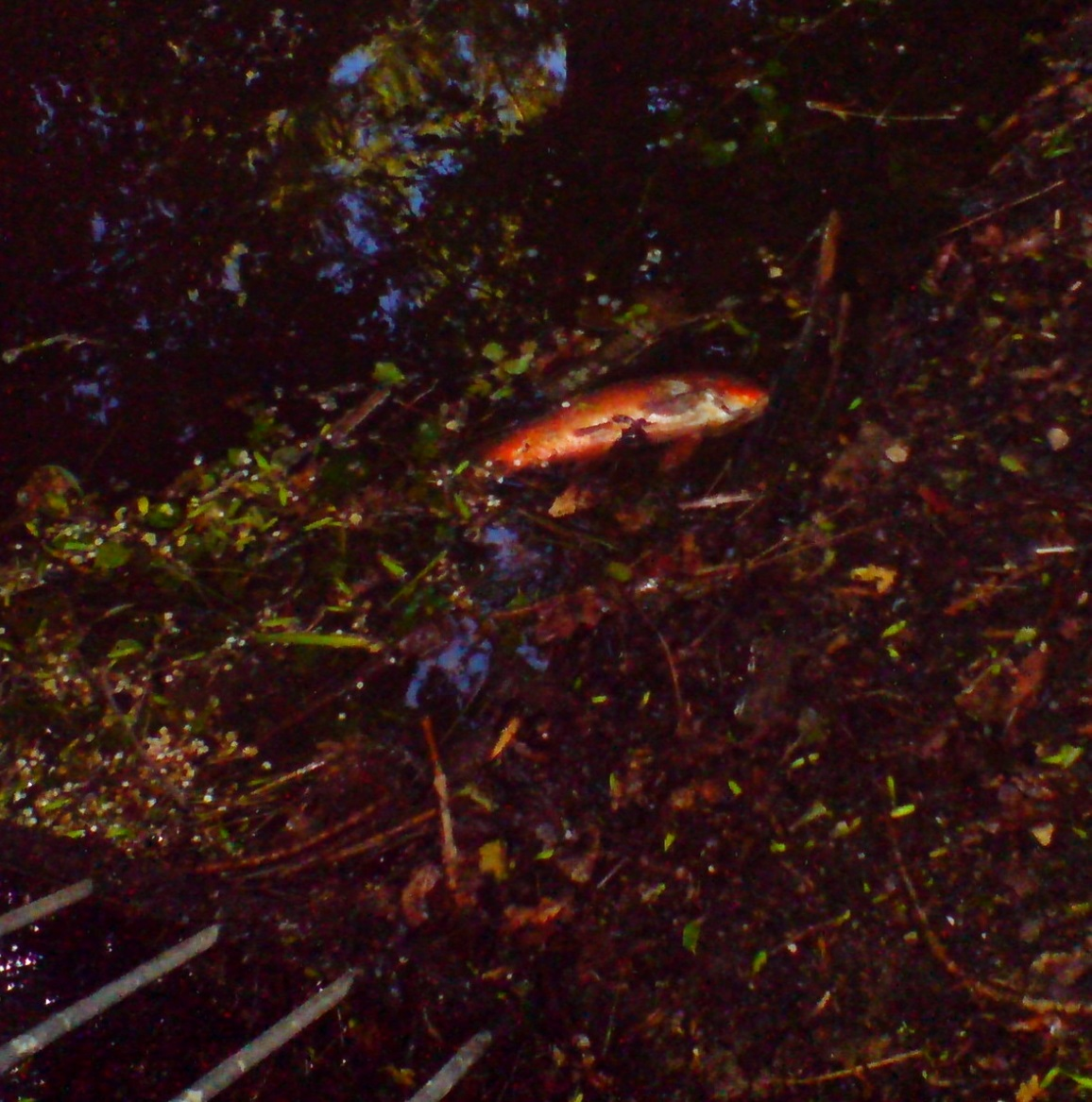
Fischsterben, Lohbach (Unterlauf)

Im Ortsgebiet von Großschwarzenlohe ist der weitere Lauf weitestgehend gefasst, er unterquert im Altort die Kreisstraße RH 1, um an der Westgrenze des Dorfes nach Norden zu folgen. Bald wechselt er wieder auf Westlauf und mündet dann auf etwa 320 m ü. NN unterhalb der Erichmühle, gegenüber der Kläranlage bei Kleinschwarzenlohe in die hier von Nordosten kommende Schwarzach.
Am Schaftnacher Weg zweigt nach links ein kürzerer linker Mündungsast ab, der im 19. Jahrhundert künstlich gegraben wurde, um die in den Wiesengründen immer wieder auftretenden Hochwässer besser in die untere Schwarzach als Vorfluter lenken zu können. In bayerischen Urkataster von 1808 ist der zweite Mündungsast noch nicht erfasst.

### Einzugsgebiet
Der Lohbach entwässert eine Fläche von etwa 11 km² Größe westwärts in die untere Schwarzach. Sein nördlicher Konkurrent ist ein anscheinend namenloser Bach, der durch die Stockwiesen zwischen Raubersried und Wendelstein westwärts ebenfalls zur Schwarzach läuft und nordöstlich der obersten Lohbachquelle am Rotbühl im Wald entspringt. Bedeutender ist der Hembach im Südosten des Einzugsgebietes, der letzte größere Zufluss der Rednitz, bevor diese die Schwarzach aufnimmt. Im Süden zieht der kurze Hirtengraben westwärts ebenfalls zur Rednitz, im Südwesten der nicht viel längere Ödweihergraben von nahe Leerstetten wiederum zur Schwarzach.
Der höchste Punkt im Einzugsgebiet liegt südlich des Rotbühls im Wald zwischen Raubersried und Sperberslohe auf etwa 386 m ü. NN auf der Wasserscheide zum Hembach.
Rund die Hälfte des Einzugsgebietes ist waldbestanden, vor allem die Anteile am Forst Kessel im Südosten und Osten, daneben die deutlich kleineren Waldinseln Ratzenwinkel und Lohe in der davor liegenden Flur. Direkt am Bach liegt nur der Altort von Großschwarzenlohe, daneben liegen noch Raubersried auf der nördlichen Wasserscheide und Leerstetten auf der südlichen, das zur Gemeinde Schwanstetten gehört, neben Markt Wendelstein mit den anderen genannten Orten die einzige Gemeinde mit Gebietsanteil.

## Sehenswürdigkeiten
- An der Brücke über die Kreisstraße RH 1 im südlichen Großschwarzenlohe stand das Helmkreuz in Großschwarzenlohe aus dem Jahr 1511. Es wurde bei Brückenarbeiten im Jahre 1907 wiederaufgerichtet und nach dem Zweiten Weltkrieg anlässlich von Erneuerungsarbeiten an der Brücke schließlich zum Kriegerdenkmal transloziert, wo sich auch das Schwedenkreuz aus dem 16. Jahrhundert befindet.[9]

## Flora und Fauna
In seinem oberen Teil ist der Lohbach ein Refugium für Libellen, Brutvögel, eine Vielzahl von Jungfischen, Amphibien und kleinen Reptilien. In der Dämmerung wird er häufig von Rotwild als Tränke aufgesucht.

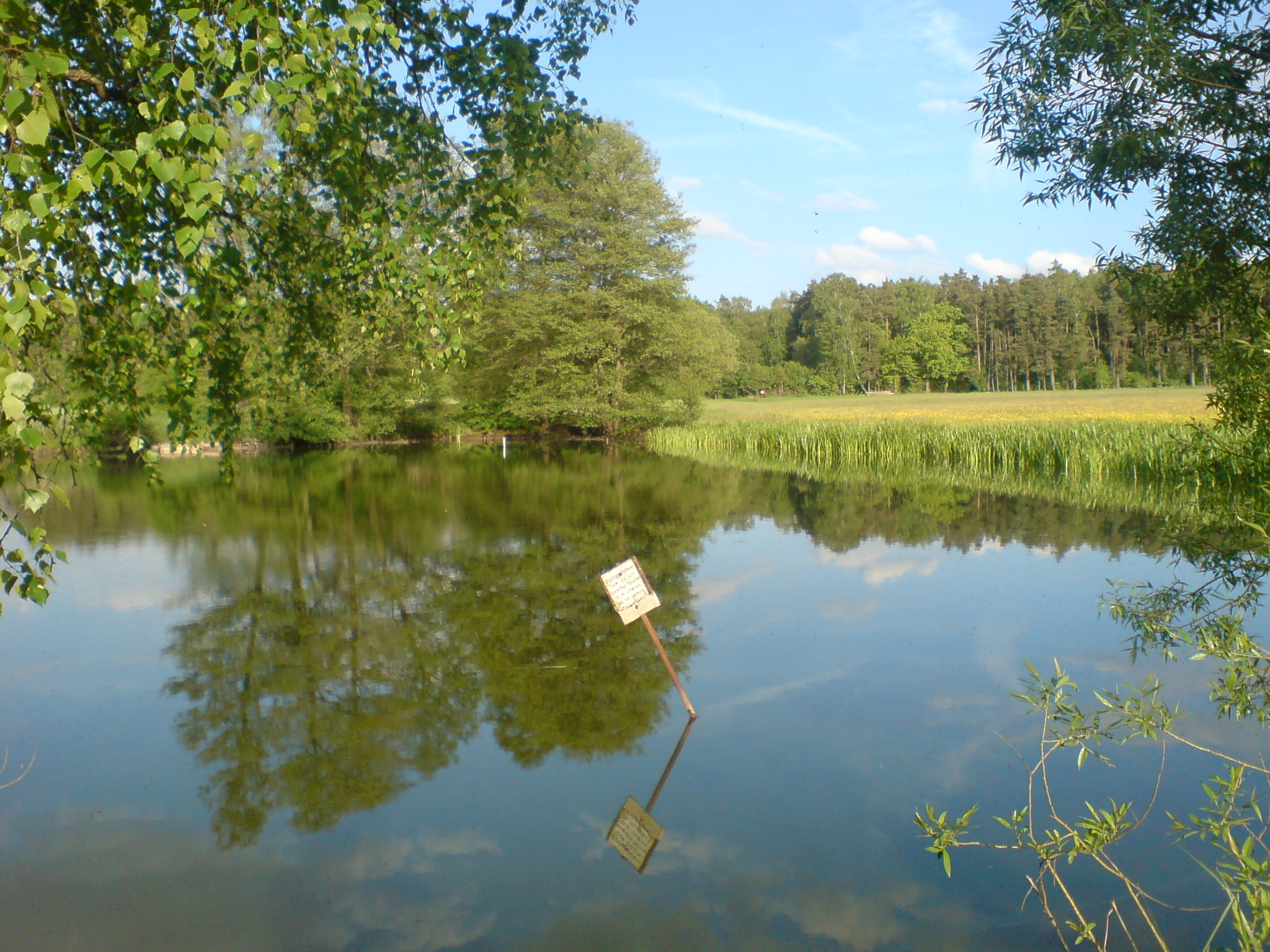
Winkelweiher mit Habicht – Brutpaar, Blickrichtung auf Siedelweiher und Quelle
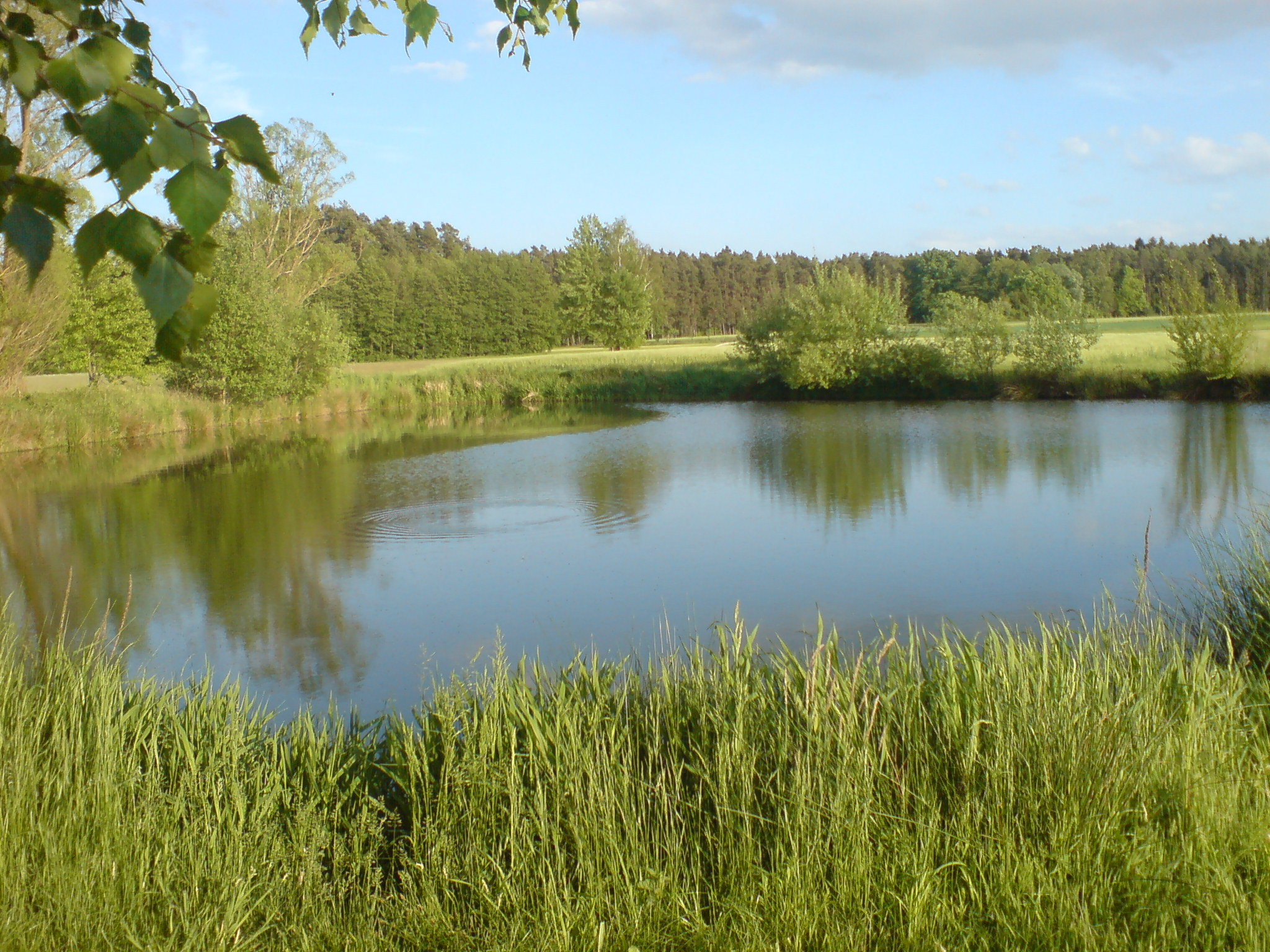
Fischweiher am Lohbach
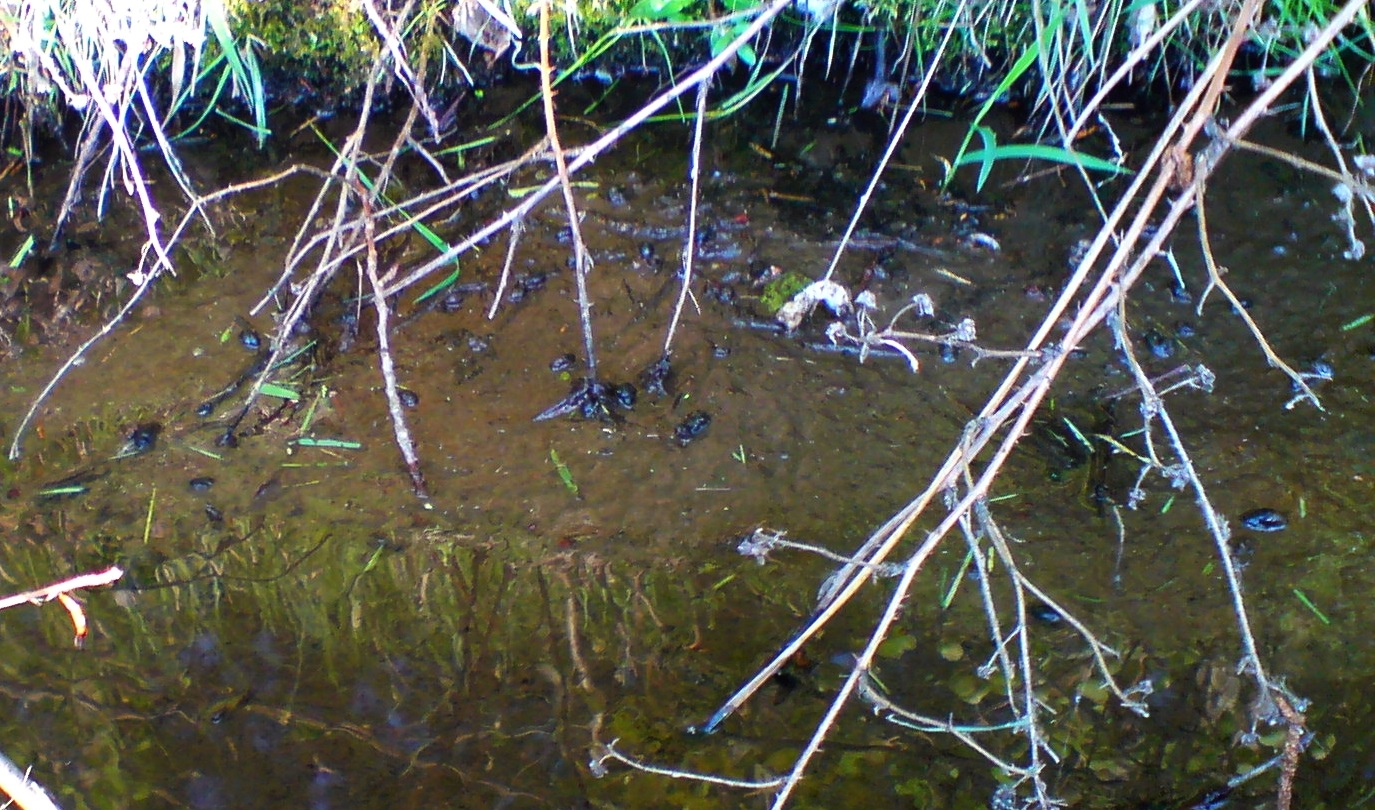
Wasserschnecken im Lohbach
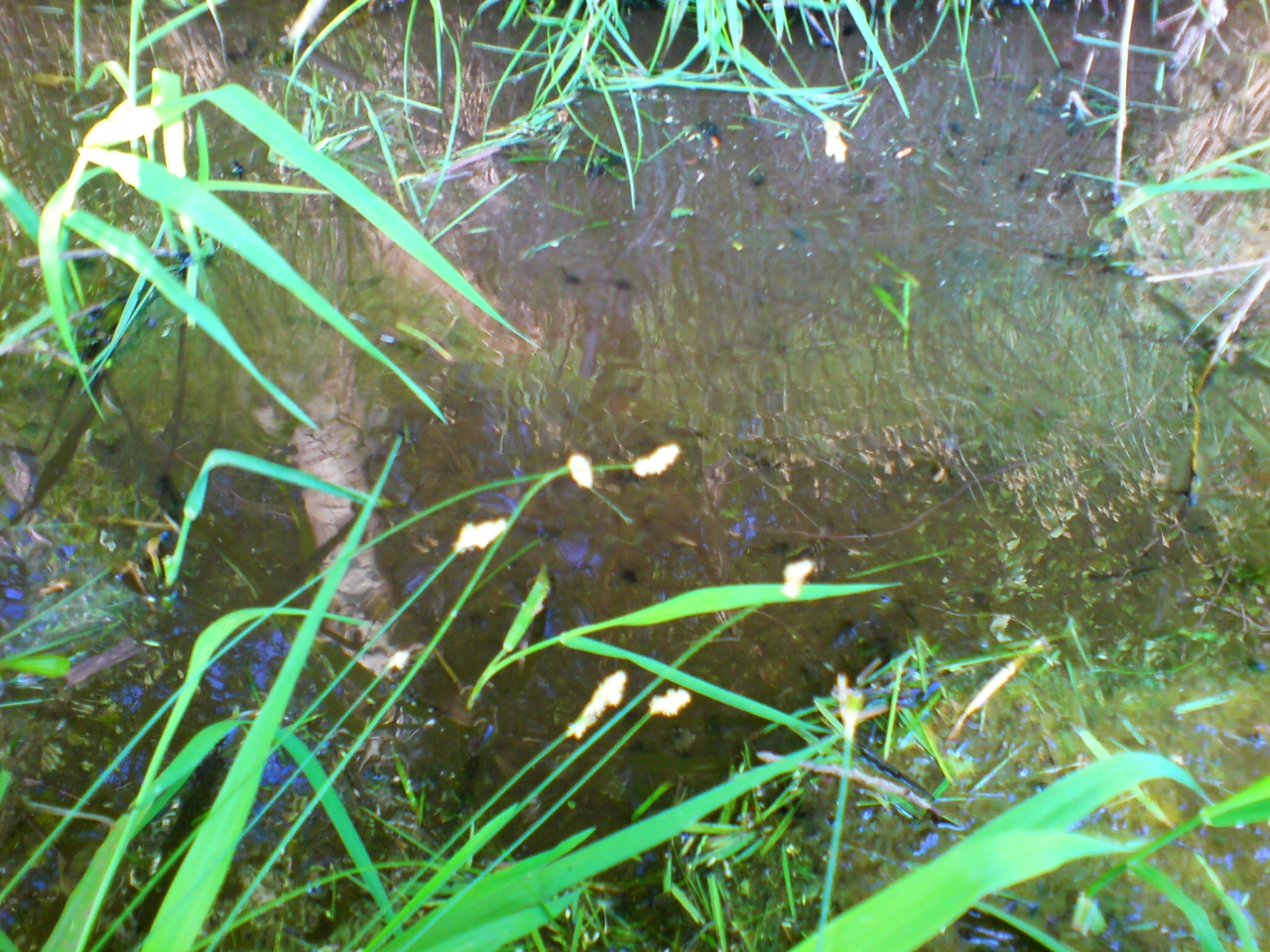
Kaulquappen im Lohbach
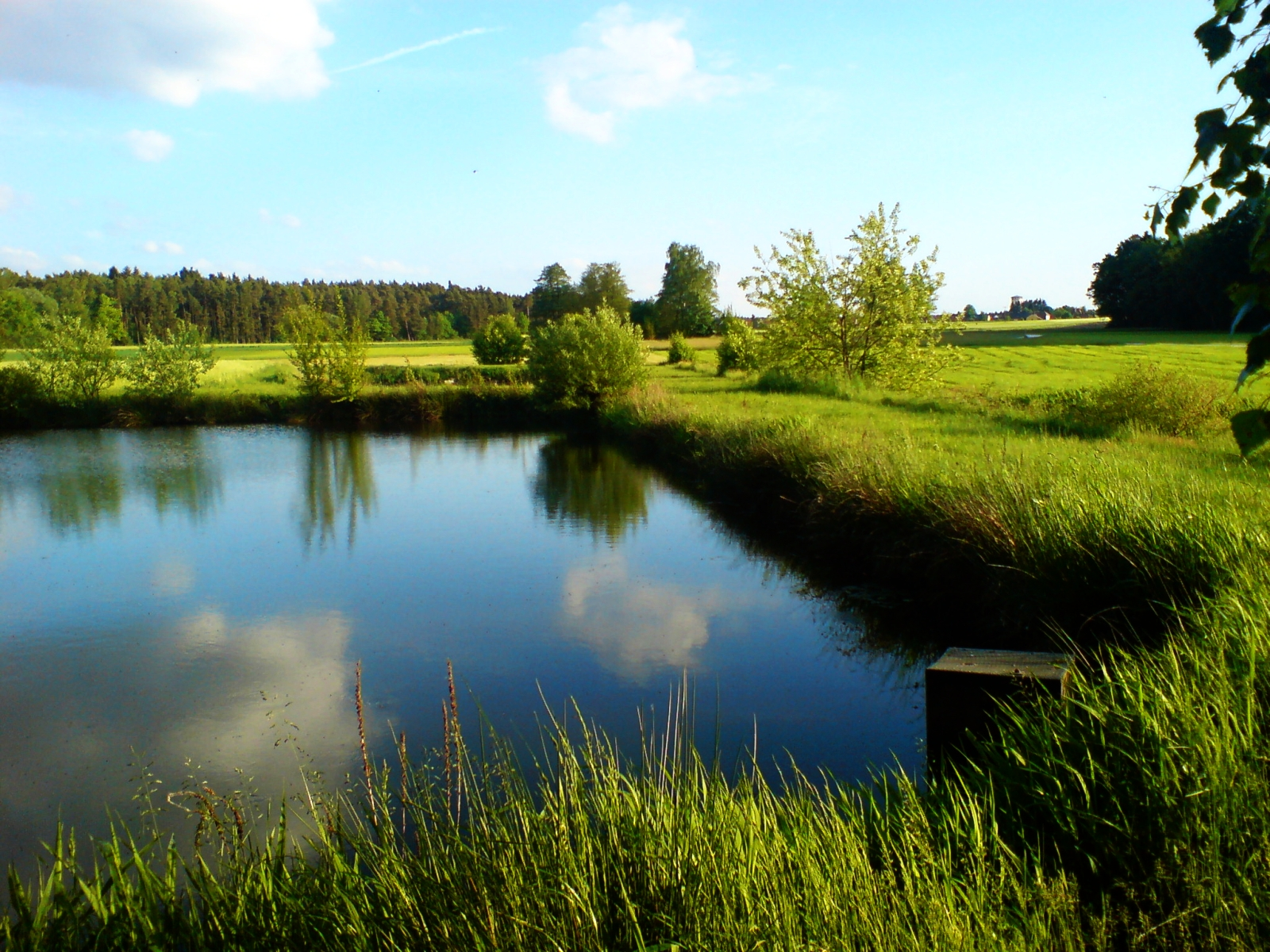
Fischweiher mit Blick auf Leerstetten
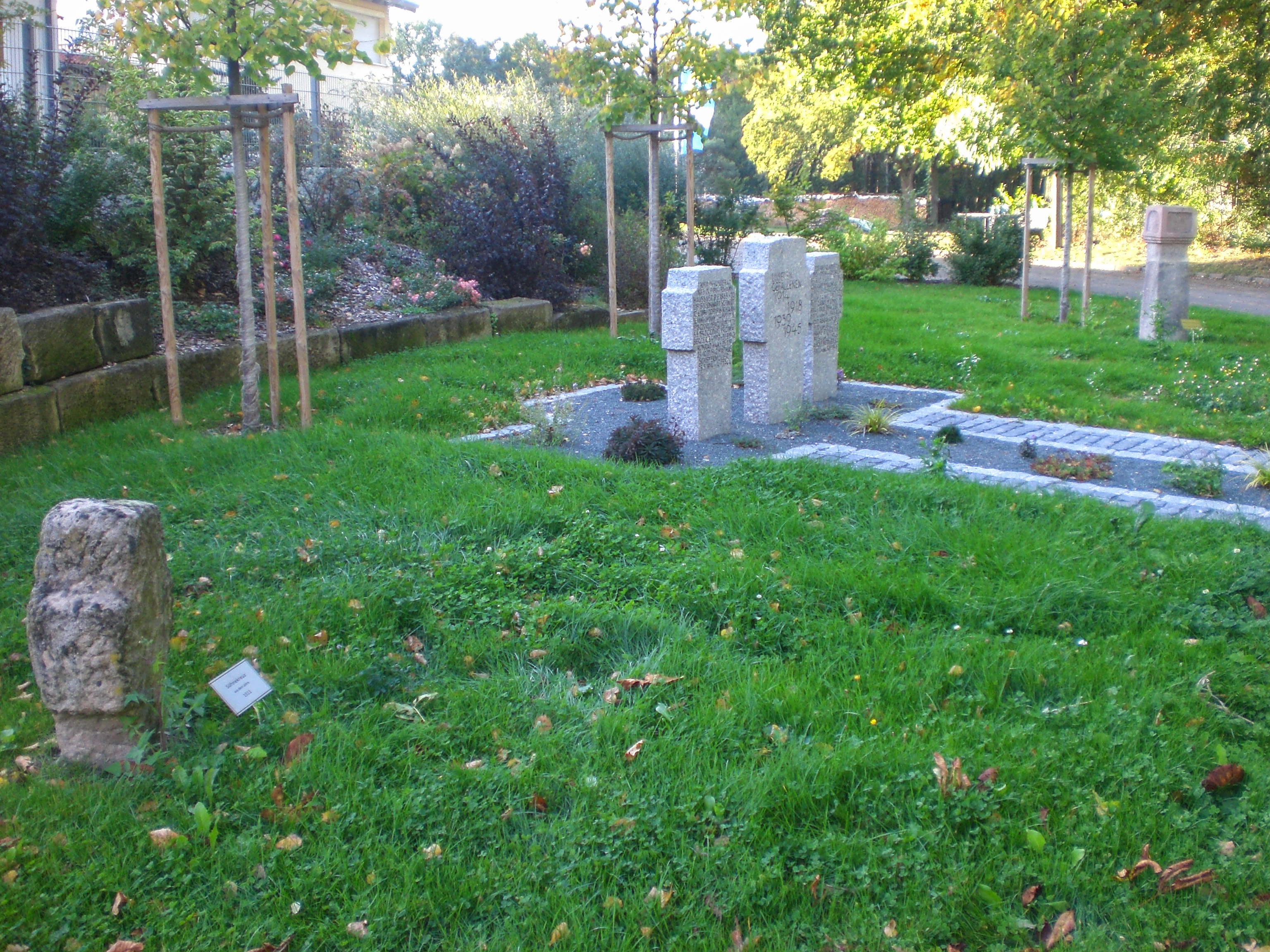
Sühnekreuz, Kriegerdenkmal und Bildstock

## Landschafts- und Naturschutz
Sowohl die Quellen als auch die Mündungen des Lohbaches liegen im Landschaftsschutzgebiet Schutz des Landschaftsraumes im Gebiet des Landkreises Roth – Südliches Mittelfränkisches Becken östlich der Schwäbischen Rezat und der Rednitz mit Vorland der Mittleren Frankenalb (LSG Ost). (LSG-00428.01) Der Mittellauf darf Land-, Forst- und Fischwirtschaftlich genutzt und außerhalb der Schutzzeiten bejagt, aber nicht überbaut werden.